# Twin Center Casablanca
Le Twin Center Casablanca (in arabo برجي الدار البيضاء‎?) sono due grattacieli gemelli nel centro di Casablanca in Marocco progettato dall'architetto spagnolo Ricardo Bofill.
Sono alte 115 metri ciascuna con 28 piani e sono tra gli edifici più alti in Marocco.

## Collocazione e architettura
Collocato nel centro della capitale economica del Paese, nel quartiere Maarif, furono costruite nel 1998 e inaugurate nel 1999. In una torre è presente un albergo a 5 stelle, mentre nell'altra ci sono uffici di aziende, negozi di marca ed un centro commerciale Acima.
Il Twin Center è diventato un punto di riferimento a Casablanca e un luogo da cui si gode il miglior panorama possibile sulla città.